# Ces rencontres avec eux

Ces rencontres avec eux est un film franco-italien réalisé par Jean-Marie Straub et Danièle Huillet, sorti en 2006. 
Le film a comme point de départ les Dialogues avec Leuco (I dialoghi con Leucò), l'une des œuvres les plus importantes de l'écrivain italien Cesare Pavese, dans laquelle des dieux ou des mortels parlent de l'amour, l'amitié, la douleur, le souvenir, le regret, la fragilité, la mort et le destin.

## Synopsis
Au cours de cinq dialogues, dix personnes parlent de thèmes aussi fondamentaux que la douleur, la mort ou le destin. 

## Fiche technique
- Titre original italien : Quei loro incontri
- Titre français : Ces rencontres avec eux
- Réalisation : Jean-Marie Straub et Danièle Huillet
- Scénario : Jean-Marie Straub d'après Dialogues avec Leuco de Cesare Pavese.
- Directeur de la photographie : Renato Berta
- Son : Jean-Pierre Duret, Dimitri Haulet, Jean-Pierre Laforce
- Montage : Danièle Huillet et Jean-Marie Straub
- Production : Straub-Huillet
- Pays d'origine :  Italie /  France
- Format : couleur, 35 mm, 1:1,37
- Durée : 68 min

## Distribution
- Angela Nugara
- Vittorio Vigneri
- Grazia Orsi
- Romano Guelfi
- Angela Durantini
- Enrico Achilli
- Giovanna Daddi
- Dario Marconcini
- Andrea Bacci
- Andrea Balducci